# 1987 (sång)
1987 är en låt av det svenska punkrock-bandet Noice. Låten kom med på albumet Det ljuva livet som den fjärde låten. Låtens text skrevs av basisten Peo Thyrén och musiken skrevs av keyboardisten Freddie Hansson.
"1987" var också B-sidan till singeln "Vi rymmer bara du och jag".
En liveversion av "1987" var den första låten på albumet Live på Ritz, släppt 1982. Två uppträdanden av låten finns också med på live-DVD-filmen Officiell Bootleg Live, en från 1995 och en från 2004.
Låten finns också med på samlingsalbumen H.I.T.S., Svenska popfavoriter och 17 klassiker.

## Musiker
- Hasse Carlsson – sång, gitarr
- Peo Thyrén – elbas
- Freddie Hansson – klaviatur
- Fredrik von Gerber – trummor